# اروین پانوفسکی
آروین پانوفسکی (آلمانی: Erwin Panofsky؛ زاده ۳۰ مارس ۱۸۹۲ درگذشته ۱۴ مارس ۱۹۶۸) مورخ هنر اهل آلمان که نظریاتش به خصوص در مطالعات آکادمیک شمایل‌نگاری تأثیرگذار بود. تحصیلات دانشگاهی او بعد از ظهور رژیم نازی عمدتاً در ایالات متحده دنبال شد.
عملکرد پانوفسکی نکته مهمی در مطالعه آکادمیک مدرن شمایل‌نگاری را نمایش می دهد و از آن در آثار بسیار تأثیرگذاری از جمله «کتاب کوچکش» با عنوان رنسانس و تجدید نظر در هنر غربی و شاهکارش یعنی نقاشی اولیه هلندی استفاده نموده است.

## اندیشه
پانوفسکی در مطالعات شمایل شناختی سه سطح از درک تاریخی هنر را مطرح می کند:
- اول، سوژه-موضوع اصلی یا طبیعی: بنیادی ترین سطح ادراکی است که شامل درک فرم محض اثر هنری است.
- دوم، سوژه-موضوع عرفی (شمایل شناسی): که یک گام جلوتر برداشته و به همسنگی فرهنگی و شمایل شناسانه دانش می رسد.
- سوم، معنای ذاتی: این سطح تاریخ فردی، تکنیکی و فرهنگی را به درک یک اثر وارد می کند. [۱]

## ترجمه به فارسی
- معنا در هنرهای تجسمی، ترجمه ندا اخوان مقدم، نشر چشمه، ۱۳۹۷.

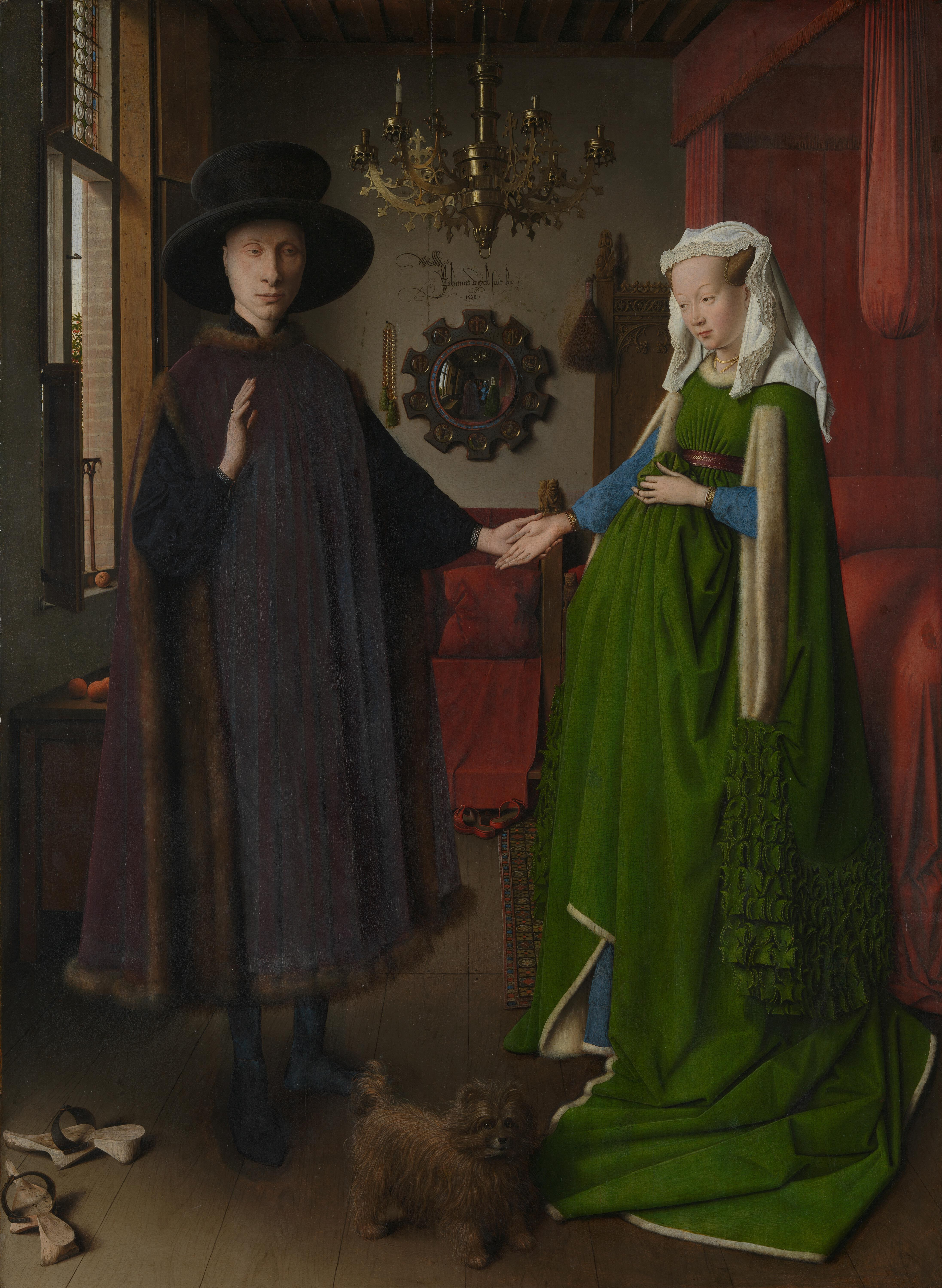
پانوفسکی مطالعات فراوانی در زمینه شمایل‌نگاری انجام داد و تفسیرش از پرتره آرنولفینی از آن جمله است.